# Émile Wertheimer
Pour les articles homonymes, voir Wertheimer.
Émile Wertheimer, né le 22 juillet 1852 à Rosheim et décédé à Sedan le 6 novembre 1924, est un professeur de physiologie lillois.

## Biographie
Après son cursus scolaire au lycée de Strasbourg, il commence des études médicales mais la guerre franco-allemande de 1870 les stoppe. Il décide de prendre la nationalité française et de poursuivre ses études à Paris. En 1876, il devient docteur en médecine avec une thèse intitulée La douleur de la péricardite. Il arrive à Lille pour effectuer son service militaire, au moment de la création de la Faculté de Médecine de l'université de Lille. Il y fait l'ensemble de sa carrière.
En 1878, il est nommé prosecteur d'anatomie, puis l'année suivante Maître de Conférences. Il est agrégé d'anatomie et physiologie en 1883 et devient professeur sur la chaire de physiologie en 1890. Il forme de nombreux étudiants à la physiologie dont Camille Delezenne (en), Hippolyte Surmont et Charles Dubois qui lui succède sur la chaire de Physiologie lors de son départ en retraite en 1922.
Ses travaux avec Léon Lepage sur la sécrétion pancréatique font avancer la compréhension de la physiologie du pancréas. Ils participent aux avancées qui permettront la découverte de la sécrétine par William Bayliss et Ernest Starling en 1902. L'ensemble de ses résultats lui permet de s'imposer comme l'un des premiers physiologistes de France.
Il est élu correspondant de l'Académie  nationale de médecine pour la division d’anatomie et physiologie le 6 juin 1905. Il est nommé chevalier de la Légion d'honneur en 1910.
En 1912, il reçoit le Prix La Caze de l'Académie des sciences de Paris.

## Distinctions
- Chevalier de la Légion d'honneur (1910)

## Publications
- 1876 La douleur de la Péricardite, Publication de la thèse de médecine, Paris[7]
- 1883 Développement du foie et du système porte abdominal, thèse présentée au concours pour l'agrégation (section d'anatomie et de physiologie), Lille ,  Imprimerie L. Danel[8]